# Pirveli Liga 2011/2012
Pirveli Liga 2011/2012 spelades från den 23 augusti 2011 och till och med avslutningen den 27 maj 2012. Totalt spelade 20 klubbar i divisionen, vilka i sin tur var indelade i två grupper, grupp A och grupp B med 10 lag i vardera grupp. Säsongen var den 23:e upplagan av Pirveli Liga. Regerande mästare inför säsongen var FK Gagra, som vann ligan säsongen 2010/2011. Grupp A vanns av Dinamo Batumi, som tillsammans med tvåan Mertschali Ozurgeti gick vidare till ett uppflyttningsslutspel. I grupp B vann Tjichura Satjchere före Guria Lantjchuti vilket innebar att även dessa två klubbar kvalificerade sig till uppflyttningsslutspel.

## Klubbar
Den enda klubb som inför säsongen flyttades ned från Umaghlesi Liga var FK Samtredia, som förlorade sin kvalmatch mot Dila Gori. Zooveti Tbilisi, Aieti Sochumi, STU Tbilisi och Mescheti Achaltsiche flyttades upp från den lägre divisionen Meore Liga.

### Grupp A
| Klubb                  | Hemmaarena                      | Publik- kapacitet |
| ---------------------- | ------------------------------- | ----------------- |
| FK Tjiatura            | Stadioni Temur Maghradze        | 11 700            |
| Tjcherimela Charagauli | Stadioni Soso Abasjidze         | 2 000             |
| Dinamo Batumi          | Tsentraluri stadioni Batumi     | 1 000             |
| FK Chobi               | Tsentraluri stadioni Chobi      | 12 000            |
| Lokomotivi Tbilisi     | Saguramos sapechburto kompleksi | 700               |
| Mertschali Ozurgeti    | Stadioni Megobroba              | 3 500             |
| Mesjachte Tqibuli      | Stadioni Vladimer Botjorisjvili | 6 000             |
| Mescheti Achaltsiche   | Stadioni Micheil Iadze          | 5 000             |
| STU Tbilisi            | Sport kompleksi Sjatili         | 2 000             |
| FK Samtredia           | Stadioni Erosi Mandzjgaladze    | 2 000             |

### Grupp B
| Klubb               | Hemmaarena                    | Publik- kapacitet |
| ------------------- | ----------------------------- | ----------------- |
| Adeli Batumi        | Adelis stadioni               | 1 000             |
| Aieti Sochumi       | Sport kompleksi Sjatili       | 2 000             |
| Tjichura Satjchere  | Dzveli stadioni               | 540               |
| Guria Lantjchuti    | Stadioni Evgrapi Sjevardnadze | 22 000            |
| Imereti Choni       | Tsentraluri stadioni Martvili | 2 000             |
| Nortji Dinamoeli    | Stadioni Sicharuli            | 2 000             |
| Samgurali Tsqaltubo | Stadioni 26 Maisi             | 12 000            |
| Skuri Tsalendzjicha | Stadioni Sasja Kvaratschelia  | 4 000             |
| Sulori Vani         | Grigol Nikoleisjvili-stadion  | 2 000             |
| Zooveti Tbilisi     | Sportis Akademiis Stadioni    | 1 000             |

## Statistik

### Gruppspel

#### Grupp A
De två bäst placerade lagen gick vidare till ett uppflyttningskval mot fyra klubbar från Umaghlesi Liga 2011/2012. 
För att se upp-/nedflyttningsligatabellen, se Ned- och uppflyttningsslutspel.
| Nr | Lag                    | S  | V  | O | F  | GM | IM | MS  | P  |
| -- | ---------------------- | -- | -- | - | -- | -- | -- | --- | -- |
| 1  | Dinamo Batumi          | 18 | 13 | 3 | 2  | 28 | 9  | +19 | 42 |
| 2  | Mertschali Ozurgeti    | 18 | 12 | 2 | 4  | 24 | 17 | +7  | 38 |
| 3  | FK Tjiatura            | 18 | 11 | 4 | 3  | 30 | 16 | +14 | 37 |
| 4  | Tjcherimela Charagauli | 18 | 8  | 4 | 6  | 24 | 24 | 0   | 28 |
| 5  | STU Tbilisi            | 18 | 8  | 2 | 8  | 39 | 42 | −3  | 26 |
| 6  | Lokomotivi Tbilisi     | 18 | 5  | 5 | 8  | 30 | 28 | +2  | 20 |
| 7  | FK Chobi               | 18 | 5  | 5 | 8  | 18 | 19 | −1  | 20 |
| 8  | Mescheti Achaltsiche   | 18 | 5  | 2 | 11 | 19 | 25 | −6  | 17 |
| 9  | FK Samtredia           | 18 | 3  | 5 | 10 | 15 | 30 | −15 | 14 |
| 10 | Mesjachte Tqibuli      | 18 | 2  | 4 | 12 | 16 | 33 | −17 | 10 |

#### Grupp B
De två bäst placerade lagen gick vidare till ett uppflyttningskval mot fyra klubbar från Umaghlesi Liga 2011/2012. 
För att se upp-/nedflyttningsligatabellen, se Ned- och uppflyttningsslutspel.
| Nr | Lag                 | S  | V  | O | F  | GM | IM | MS  | P  |
| -- | ------------------- | -- | -- | - | -- | -- | -- | --- | -- |
| 1  | Tjichura Satjchere  | 18 | 16 | 1 | 1  | 40 | 6  | +34 | 49 |
| 2  | Guria Lantjchuti    | 18 | 12 | 3 | 3  | 41 | 15 | +26 | 39 |
| 3  | Imereti Choni       | 18 | 9  | 2 | 7  | 31 | 25 | +6  | 29 |
| 4  | Skuri Tsalendzjicha | 18 | 8  | 3 | 7  | 25 | 26 | −1  | 27 |
| 5  | Zooveti Tbilisi     | 18 | 8  | 3 | 7  | 23 | 29 | −6  | 27 |
| 6  | Nortji Dinamoeli    | 18 | 8  | 2 | 8  | 30 | 24 | +6  | 26 |
| 7  | Samgurali Tsqaltubo | 18 | 6  | 5 | 7  | 27 | 23 | +4  | 23 |
| 8  | Adeli Batumi        | 18 | 4  | 1 | 13 | 19 | 36 | −17 | 13 |
| 9  | Sulori Vani         | 18 | 2  | 6 | 10 | 11 | 35 | −24 | 12 |
| 10 | Aieti Sochumi       | 18 | 3  | 2 | 13 | 13 | 41 | −28 | 11 |

### Nedflyttningsslutspel
De klubbar som spelar i nedflyttningsslutspelet spelar kvar i samma grupptyp i det ursprungliga seriespelet. Däremot har grupperna blandats något från den ursprungliga omgången. Skillnaden är att de två klubbar som slutade på topp i den ursprungliga tabellen spelar ett uppflyttningskval mot klubbar från Umaghlesi Liga 2011/2012. Detta innebär att 8 klubbar spelar i grupperna, grupp A och grupp B.

#### Grupp A
| Nr | Lag                  | S  | V  | O | F  | GM | IM | MS  | P  |
| -- | -------------------- | -- | -- | - | -- | -- | -- | --- | -- |
| 1  | FK Tjiatura          | 20 | 11 | 4 | 5  | 31 | 22 | +9  | 37 |
| 2  | Kolcheti Chobi       | 20 | 9  | 7 | 4  | 24 | 13 | +11 | 34 |
| 3  | FK Samtredia         | 20 | 8  | 9 | 3  | 19 | 11 | +8  | 33 |
| 4  | Samgurali Tsqaltubo  | 20 | 9  | 4 | 7  | 29 | 17 | +12 | 31 |
| 5  | Skuri Tsalendzjicha  | 20 | 7  | 6 | 7  | 20 | 20 | 0   | 27 |
| 6  | Mescheti Achaltsiche | 20 | 6  | 7 | 7  | 11 | 18 | −7  | 25 |
| 7  | Zooveti Tbilisi      | 20 | 7  | 4 | 9  | 20 | 29 | −9  | 25 |
| 8  | Aieti Sochumi        | 20 | 2  | 1 | 17 | 11 | 35 | −24 | 7  |

#### Grupp B
| Nr | Lag                    | S  | V  | O | F  | GM | IM | MS  | P  |
| -- | ---------------------- | -- | -- | - | -- | -- | -- | --- | -- |
| 1  | Nortji Dinamoeli       | 20 | 14 | 2 | 4  | 48 | 28 | +20 | 44 |
| 2  | Imereti Choni          | 20 | 12 | 3 | 5  | 39 | 23 | +16 | 39 |
| 3  | STU Tbilisi            | 20 | 11 | 2 | 7  | 54 | 43 | +11 | 35 |
| 4  | Mesjachte Tqibuli      | 20 | 9  | 3 | 8  | 35 | 32 | +3  | 30 |
| 5  | Tjcherimela Charagauli | 20 | 8  | 6 | 6  | 27 | 26 | +1  | 30 |
| 6  | Lokomotivi Tbilisi     | 20 | 7  | 5 | 8  | 38 | 34 | +4  | 26 |
| 7  | Sulori Vani            | 20 | 4  | 1 | 15 | 18 | 47 | −29 | 13 |
| 8  | Adeli Batumi           | 20 | 2  | 4 | 14 | 33 | 47 | −14 | 10 |

#### Skytteliga
| Nr | Spelare               | Klubb                  | Mål (S) |
| -- | --------------------- | ---------------------- | ------- |
| 1  | Avtandil Bagasjvili   | STU Tbilisi            | 10 (4)  |
| 2  | Lasja Gabritjidze     | Mesjachte Tqibuli      | 9 (3)   |
| 3  | Giorgi Tsagareisjvili | Imereti Choni          | 8 (0)   |
| 4  | Givi Bakradze         | Lokomotivi Tbilisi     | 7 (0)   |
| 4  | Raul Tjichladze       | Mesjachte Tqibuli      | 7 (0)   |
| 4  | Aleksandre Labadze    | Tjcherimela Charagauli | 7 (1)   |
| 4  | Ilia Kavtaradze       | Nortji Dinamoeli       | 7 (0)   |